# Marc Perrodon
Marc Marie Jean Perrodon (Vendôme, 31 de agosto de 1878-Beauvais, 22 de febrero de 1939) fue un deportista francés que compitió en esgrima, especialista en la modalidad de sable.
Participó en tres Juegos Olímpicos de Verano, obteniendo una medalla de plata en Amberes1920 en la prueba por equipos. Ganó una medalla de plata en el Campeonato Mundial de Esgrima de 1923.

## Palmarés internacional
| Juegos Olímpicos   | Juegos Olímpicos       | Juegos Olímpicos | Juegos Olímpicos  |
| Año                | Lugar                  | Medalla          | Prueba            |
| ------------------ | ---------------------- | ---------------- | ----------------- |
| 1920               | Amberes (Bélgica)      | Medalla de plata | Sable por equipos |
| Campeonato Mundial |                        |                  |                   |
| Año                | Lugar                  | Medalla          | Prueba            |
| 1923               | La Haya (Países Bajos) | Medalla de plata | Sable individual  |